# チャカチャカレ
チャカチャカレ ( 発音)は、トリニダード・トバゴ共和国の島。
トリニダード島とベネズエラの間の the Bocas del Dragón（Dragons' Mouth, 竜の口）にある"Bocas Islands"（口の島）最西端に位置する。
- 座標：北緯10°41' 西経61°45'
- 面積：約61ha（151エーカー）

元々はクリストファー・コロンブスによりその形から El Caracol (the Snail、蝸牛）と名づけられた。
綿農園、捕鯨の地域本部、ハンセン病コロニーなどに使われてきた。